# Mateusz Kirstein
Mateusz Kirstein (ur. 24 lipca 1980 w Warszawie) – polski dziennikarz.

## Życiorys
Studiował filozofię na Collegium Civitas w Warszawie. Pracę w mediach rozpoczął w programie młodzieżowym TVP1 – 5-10-15. Od 1998 do 2011 związany z grupą Eurozet. We wrześniu 2003 został dyrektorem programowym Radiostacji. Od września do grudnia 2007 razem z Ewą Drzyzgą prowadził w TVN niedzielny program Studio Złote Tarasy. Od marca do grudnia 2008 dyrektor programowy sieci Planeta FM. Od grudnia 2008 był dyrektorem programowym i muzycznym Chilli ZET. W lipcu 2009 w miejsce Roberta Kozyry został redaktorem naczelnym Radia Zet. 30 czerwca 2011 rozstał się z grupą Eurozet. Od lipca 2012 do kwietnia 2015 był dyrektorem zarządzającym firmy Film Produkcja. Obecnie od maja 2015 pełni funkcję Business Development Director / Creative Producer w firmie Platige Image.